# 루이지 로 카시오
루이지 로카시오(Luigi Lo Cascio, 1967년 10월 20일 ~ )는 이탈리아의 배우이다.

## 출연 작품

### 영화
- 백번의 걸음 (2000)
- 굿모닝, 나잇 (2003)
- 베스트 오브 유스 (2003)
- 안나 성당의 기적 (2008)
- 바리아 (2009)
- 배신자 (2019) - 토투초 역